# Fumay (tổng)
Tổng Fumay là một tổng ở tỉnh Ardennes trong vùng Grand Est.
Tổng này được tổ chức xung quanh Fumay ở quận Charleville-Mézières. Độ cao trung bình là 187 m.

## Hành chính
| Giai đoạn | Ủy viên       | Đảng | Tư cách           |
| --------- | ------------- | ---- | ----------------- |
| 2004      | Benoît Sonnet | PS   | Thị trưởng Haybes |

## Các đơn vị hành chính
Tổng Fumay gồm 5 xã với dân số 7 595 người (điều tra năm 1999, dân số không tính trùng)
| Xã                 | Dân số | Mã bưu chính | Mã insee |
| ------------------ | ------ | ------------ | -------- |
| Fépin              | 244    | 08170        | 08166    |
| Fumay              | 4 667  | 08170        | 08185    |
| Hargnies           | 514    | 08170        | 08214    |
| Haybes             | 2 092  | 08170        | 08222    |
| Montigny-sur-Meuse | 78     | 08170        | 08304    |

## Thông tin nhân khẩu
| 1962                                                     | 1968  | 1975  | 1982  | 1990  | 1999  |
| -------------------------------------------------------- | ----- | ----- | ----- | ----- | ----- |
| 9 105                                                    | 9 623 | 9 190 | 8 826 | 8 312 | 7 595 |
| Nombre retenu à partir de 1962 : dân số không tính trùng |       |       |       |       |       |